# Agmina vuegi
Agmina vuegi là một loài Trichoptera trong họ Ecnomidae. Chúng phân bố ở miền Australasia.